# Yakiv Punkin
Yakiv Punkin (em ucraniano:  Яків Григорович Пункін, Zaporizhzhya, Zaporizhzhya, 8 de dezembro de 1921 — Zaporizhzhya, Zaporizhzhya, 12 de outubro de 1994) foi um lutador de luta greco-romana ucraniano.

## Carreira
Foi vencedor da medalha de ouro na categoria de 57-62 kg em Helsínquia 1952.